# Marshalls East Africa
Marshalls East Africa Limited (oft auch Marshalls EA) ist ein auf den Vertrieb von Automobilen spezialisiertes Unternehmen in Nairobi, Kenia. 
Das Unternehmen war seit 1954 an der Börse in Nairobi notiert. Im Juni 2017 zog sich Marshall von der Börse zurück.
Im Jahr 2008 endete nach über 50 Jahren die Vertretung der Marke Peugeot durch Marshalls EA.
Nach dem Ausstieg von Tata wurde vor allem KIA von der Marshalls EA vertreten. Zudem war Marshalls EA bis September 2017 zu 50 % an den Associated Vehicle Assemblers beteiligt.